# Regret
Regret är en singel från New Order från 1993.
Singeln som egentligen skulle släppas på vanliga bolaget Factory med katalognumret FAC 323 ses som en av de mest direkta låtarna som New Order har släppt med sitt gitarriff. Låten "Regret" finns med på albumet Republic.

## Låtlista
1. Regret ( album version )
2. Regret ( New Order Mix )
3. Regret ( Fire Island Mix )
4. Regret ( Junior Dub Mix )
5. Regret ( Sabres Slow N Low )
6. Regret ( Sabres Fast N Throb )

## Listplaceringar
Låten gjorde stort intryck på den brittiska singellistan, med topplaceringen #4. Fastän "Regret" som högst nådde placeringen #28 på Billboard Hot 100, är det gruppens högsta placering i USA. Låten hördes även på flera andra listor i USA, bland annat med placeringen #1 två gånger på Modern Rock Tracks. Under andra gången med placeringen #1 på Modern Rock Tracks, "Regret" toppade den även Hot Dance Music/Club Play genom remixversionerna.
| Lista (1993)                         | Topplacering |
| ------------------------------------ | ------------ |
| Australiska ARIA-singellistan        | 26           |
| Tyska Media Control-singellistan     | 39           |
| Irländska singellistan               | 5            |
| Nyzeeländska RIANZ-singellistan      | 30           |
| Brittiska singellistan               | 4            |
| US Billboard Hot 100                 | 28           |
| US Billboard Hot Dance Club Play     | 1            |
| US Billboard Hot Dance Singles Sales | 3            |
| US Billboard Modern Rock Tracks      | 1            |
| US Billboard Top 40 Mainstream       | 7            |
| US Billboard Hot 100 Airplay         | 21           |
| US Billboard Hot Singles Sales       | 73           |